# Södermanlands runinskrifter 42
Södermanlands runinskrift 42 är ett runstensfragment i Gillberga vid Vagnhärad i Trosa kommun.

## Historia
Runstenen av gråsten var enligt Boije tidigare inmurad i spismuren av ett hus på Gillberga gård. När huset revs restes stenen på nuvarande plats. Den har dock skadats sedan dess vid flera tillfällen.

Runstenen på Gillberga gård.

## Inskriften
Translitterering av runraden:
sigualti : r[aisti ... ... ...kil · br]utia : sin
Normalisering till runsvenska:
Sigvaldi ræisti ... ... ...kel, brytia sinn.
Översättning till nusvenska:
Sigvalde reste ... -kell, sin bryte.
Det delvis förstörda namnet på bryten i ristningen kan ha varit Torkel.